# Plaimbois-Vennes
Plaimbois-Vennes is een gemeente in het Franse departement Doubs (regio Bourgogne-Franche-Comté) en telt 76 inwoners (2009). De plaats maakt deel uit van het arrondissement Pontarlier.

## Geografie
De oppervlakte van Plaimbois-Vennes bedraagt 10,6 km², de bevolkingsdichtheid is dus 7,2 inwoners per km².
De onderstaande kaart toont de ligging van Plaimbois-Vennes met de belangrijkste infrastructuur en aangrenzende gemeenten.

## Demografie
Onderstaande figuur toont het verloop van het inwonertal (bron: INSEE-tellingen).